# Werner Godec
Werner Godec (* 8. Juli 1946 in Pforzheim, Baden) ist ein deutscher Graveur und Medailleur.

## Leben
Godec machte zunächst eine Graveurlehre und studierte dann an der Kunst- und Werkschule Pforzheim Design. Danach war er tätig als Medaillendesigner und Graveur bei der angesehenen Kunstprägeanstalt B. H. Mayer in Pforzheim bis zu deren Verkauf nach Karlsfeld bei München am Ende des 20. Jahrhunderts. Er lebt weiter in Pforzheim als Designer.

## Werke (Auswahl)
- eine Vielzahl von Medaillen für die Kunstprägeanstalt B.H. Mayer in Pforzheim in seinem langen Arbeitsleben dort
- 10-DM-Münze zum 150. Jahrestag der Friedensklasse des Ordens Pour le Mérite[1]